# Serenade to Sweden
Serenade to Sweden is een album van de Amerikaanse pianist, componist en bandleider Duke Ellington met zangeres Alice Babs. De plaat werd opgenomen in 1963 en kwam in 1966 uit op het label Reprise. Het was een van de eerste langspeelplaten van Alice Babs. De plaat werd in 2017 op CD uitgebracht door Real Gone Music, met een extra track ("Take Love Easy").

## Tracks
Alle nummers zijn gecomponeerd door Duke Ellington, tenzij anders aangegeven.
| Nr. | Titel                          | Schrijver(s)                                      | Duur |
| --- | ------------------------------ | ------------------------------------------------- | ---- |
| 1.  | Serenade to Sweden             |                                                   | 3:10 |
| 2.  | The Boy in My Dreams (2:15)    |                                                   | 2:30 |
| 3.  | Stoona                         |                                                   | 2:53 |
| 4.  | La De Doody Doo                |                                                   | 2:15 |
| 5.  | Azure                          |                                                   | 2:50 |
| 6.  | Come Sunday                    |                                                   | 4:50 |
| 7.  | C Jam Blues                    |                                                   | 2:36 |
| 8.  | I Didn't Know About You        | Ellington, Bob Russell                            | 4:10 |
| 9.  | Satin Doll                     | Ellington, Billy Strayhorn, Johnny Mercer         | 2:55 |
| 10. | Take Love Easy                 |                                                   | 3:22 |
| 11. | Babsie                         |                                                   | 2:05 |
| 12. | (I Want) Something to Live For |                                                   | 2:48 |
| 13. | I'm Beginning to See the Light | Ellington, Don George, Johnny Hodges, Harry James | 2:38 |
| 14. | Untitled Lullaby               |                                                   | 2:33 |

## Bezetting
- Duke Ellington – piano (nummers 1-11, 13 & 14)
- Alice Babs - zang
- Onbekend - bugel (nummers 5, 9 & 14)
- Billy Strayhorn - piano (nummer 12)
- Kenny Clarke (nummers 1-4, 6-8 & 10-13), Gilbert Rovere (nummers 5, 9 & 14) - contrabas
- Sam Woodyard - drums